# Good Times Bad Times
Good Times Bad Times – singel angielskiego zespołu rockowego Led Zeppelin, otwierający debiutancki album Led Zeppelin z roku 1969.
Gitarzysta Jimmy Page podczas nagrania użył głośnika Lesliego, aby uzyskać efekt wirowania. Ten typ głośnika został zaprojektowany z myślą o organach Hammonda, lecz może być też stosowany przez gitarzystów. Korzystał z niego również m.in. Eric Clapton w nagranym z zespołem Cream utworze pt. „Badge”.
Page, który był również producentem zespołu, dla uzyskania żywej barwy dźwięku umieścił mikrofony w całym studio nagraniowym.
Perkusista John Bonham zastosował w utworze dwie serie po trzy uderzenia na bębnie basowym, który to efekt był później często naśladowany przez innych perkusistów rockowych.
Utwór rzadko wykonywany był na żywo. Kilka razy w roku 1969 użyto go jako wstępu do „Communication Breakdown”, a także pojawił się kilka razy w wiązankach z „Whole Lotta Love” w 1971. Prawie w całości wykonany został 4 września roku 1970 podczas koncertu w LA Forum jako część wiązanki „Communication Breakdown” (nagrania z tego koncertu można usłyszeć na bootlegu Live on Blueberry Hill). Otwierał wielki koncert 10 grudnia 2007 w londyńskiej O2 Arena, kiedy to zespół zszedł się powtórnie po 19 latach.
Zespół Cracker nagrał swoją wersję „Good Times Bad Times”, zawarty jest on na płycie z 1995 roku zatytułowanej Encomium, będącej hołdem dla Led Zeppelin.